# Siphocampylus tunarensis
Siphocampylus tunarensis är en klockväxtart som beskrevs av Alexander Zahlbruckner. Siphocampylus tunarensis ingår i släktet Siphocampylus och familjen klockväxter.
Artens utbredningsområde är Bolivia. Inga underarter finns listade i Catalogue of Life.